# 2010–2011-es lengyel labdarúgó-bajnokság (első osztály)
A 2010–2011-es Ekstraklasa a lengyel labdarúgó-bajnokság legmagasabb szintű versenyének 77. alkalommal megrendezett bajnoki éve volt. A pontvadászat 16 csapat részvételével 2010. augusztus 6-án kezdődött és 2011. május 29-én ért véget. A címvédő a Lech Poznań együttese volt, mely a 2009–10-es szezonban 6. bajnoki címét ünnepelte.
A bajnokságot a Wisła Kraków nyerte az ezüstérmes Śląsk Wrocław, és a bronzérmes Legia Warszawa előtt. Ez volt a klub 13. lengyel bajnoki címe. Az élvonaltól a Arka Gdynia és a Polonia Bytom, a másodosztályból pedig az ŁKS Łódź és a Podbeskidzie Bielsko-Biała jutott fel.
A gólkirályi címet a Jagiellonia Białystok csatára, Tomasz Frankowski nyerte el 14 találattal, az Év Játékosá-nak járó díjat pedig a Polonia Warszawa 24 éves középpályása, Adrian Mierzejewski kapta.

## A bajnokság rendszere
A pontvadászat 16 csapat részvételével zajlott, a csapatok a őszi-tavaszi lebonyolításban oda-visszavágós, körmérkőzéses rendszerben mérkőztek meg egymással. Minden csapat minden csapattal kétszer játszott, egyszer pályaválasztóként, egyszer pedig idegenben.
A pontvadászat végső sorrendjét a 30 bajnoki forduló mérkőzéseinek eredményei határozták meg a szerzett összpontszám alapján kialakított rangsor szerint. A mérkőzések győztes csapatai 3 pontot, döntetlen esetén mindkét csapat 1-1 pontot kapott. Vereség esetén nem járt pont.
Azonos összpontszám esetén a bajnokság sorrendjét az alábbi szempontok alapján határozták meg:
1. az egymás ellen játszott bajnoki mérkőzések pontkülönbsége;
2. az egymás ellen játszott bajnoki mérkőzések gólkülönbsége;
3. az egymás ellen játszott bajnoki mérkőzéseken szerzett gólok száma;
4. a bajnoki mérkőzések gólkülönbsége;
5. a bajnoki mérkőzéseken szerzett gólok száma;

A bajnokság győztese lett a 2010–11-es lengyel bajnok, az utolsó két helyen végzett csapat pedig kiesett a másodosztályba.

## Változások a 2009–10-es szezonhoz képest
Kiesett a másodosztályba
- Odra Wodzisław Śląski, 15. helyen
- Piast Gliwice, 16. helyen

Feljutott a másodosztályból
- Widzew Łódź, a másodosztály győztese
- Górnik Zabrze, a másodosztály ezüstérmese

## Részt vevő csapatok
| Csapat                | Székhely  | Stadion                              | 2009–10     |
| --------------------- | --------- | ------------------------------------ | ----------- |
| Arka Gdynia           | Gdynia    | Stadion GOSiR                        | 14.         |
| GKS Bełchatów         | Bełchatów | Stadion GKS Bełchatów                | 5.          |
| Cracovia Kraków       | Krakkó    | Stadion Cracovii                     | 12.         |
| Górnik Zabrze         | Zabrze    | Stadion Górnika Zabrze               | 2. (II. o.) |
| Jagiellonia Białystok | Białystok | Stadion Miejski                      | 11.         |
| Korona Kielce         | Kielce    | Stadion Miejski                      | 6.          |
| Lech Poznań           | Poznań    | Stadion Miejski                      | 1.          |
| Lechia Gdańsk         | Gdańsk    | Stadion MOSiR w Gdańsku              | 8.          |
| Legia Warszawa        | Varsó     | Stadion Wojska Polskiego w Warszawie | 13.         |
| Polonia Bytom         | Bytom     | Stadion im. Edwarda Szymkowiaka      | 7.          |
| Polonia Warszawa      | Varsó     | Stadion Polonii Warszawa             | 4.          |
| Ruch Chorzów          | Chorzów   | Stadion Ruchu Chorzów                | 3.          |
| Śląsk Wrocław         | Wrocław   | Stadion Oporowska                    | 9.          |
| Widzew Łódź           | Łódź      | Stadion Widzewa Łódź                 | 1. (II. o.) |
| Wisła Kraków          | Krakkó    | Stadion im. Henryka Reymana          | 2.          |
| Zagłębie Lubin        | Lubin     | Dialog Arena                         | 10.         |

## Végeredmény
| #   | Csapat                 | M  | GY | D  | V  | G+ – G– | GK  | P                                                       | Megjegyzések                                   | Egymás elleni     |
| --- | ---------------------- | -- | -- | -- | -- | ------- | --- | ------------------------------------------------------- | ---------------------------------------------- | ----------------- |
| 1.  | Wisła Kraków (B)       | 30 | 17 | 5  | 8  | 44–29   | +15 | 56                                                      | 2011–2012-es Bajnokok Ligája – 2. selejtezőkör |                   |
| 2.  | Śląsk Wrocław          | 30 | 13 | 10 | 7  | 46–34   | +12 | 49                                                      | 2011–2012-es Európa-liga – 2. selejtezőkör     | Śląsk–Legia 0:1   |
| 3.  | Legia Warszawa         | 30 | 15 | 4  | 11 | 45–38   | +7  | 49                                                      | 2011–2012-es Európa-liga – 1. selejtezőkör     | Legia–Śląsk 1:2   |
| 4.  | Jagiellonia BiałystokK | 30 | 14 | 6  | 10 | 38–32   | +6  | 48                                                      |                                                |                   |
| 5.  | Lech PoznańCV          | 30 | 13 | 6  | 11 | 37–23   | +14 | 45                                                      | Lech–Górnik 2:0                                |                   |
| 6.  | Górnik ZabrzeÚ         | 30 | 13 | 6  | 11 | 36–40   | −4  | 45                                                      | Górnik–Lech 2:0                                |                   |
| 7.  | Polonia Warszawa (KGY) | 30 | 12 | 8  | 10 | 41–26   | +15 | 44                                                      | 2011–2012-es Európa-liga – 3. selejtezőkör1    |                   |
| 8.  | Lechia Gdańsk          | 30 | 12 | 7  | 11 | 37–36   | +1  | 43                                                      |                                                | Lechia–Widzew 3:1 |
| 9.  | Widzew ŁódźÚ           | 30 | 11 | 10 | 9  | 41–34   | +7  | 43                                                      | Widzew–Lechia 1:0                              |                   |
| 10. | GKS Bełchatów          | 30 | 10 | 10 | 10 | 31–33   | −2  | 40 \| rowspan="7" style="background-color: #fafafa;" \| |                                                |                   |
| 11. | Zagłębie Lubin         | 30 | 10 | 9  | 11 | 31–38   | −7  | 39                                                      |                                                |                   |
| 12. | Ruch Chorzów           | 30 | 10 | 8  | 12 | 29–32   | −3  | 38                                                      |                                                |                   |
| 13. | Korona Kielce          | 30 | 10 | 7  | 13 | 34–48   | −14 | 37                                                      |                                                |                   |
| 14. | Cracovia Kraków        | 30 | 8  | 5  | 17 | 37–47   | −10 | 29                                                      |                                                |                   |
| 15. | Arka Gdynia (K)        | 30 | 6  | 10 | 14 | 22–43   | −21 | 28                                                      | 1. Liga                                        |                   |
| 16. | Polonia Bytom (K)      | 30 | 6  | 9  | 15 | 29–45   | −16 | 27                                                      | 1. Liga                                        |                   |

Forrás: 90minut.pl (lengyelül) 
A rangsorolás alapszabályai: 1. összpontszám, 2. egymás elleni eredmények összpontszáma, 3. egymás elleni eredmények gólkülönbsége, 4. egymás elleni eredmények szerzett góljainak száma, 5. gólkülönbség, 6. szerzett gólok száma.
1A Polonia Warszawa nyerte a 2010–2011-es lengyel kupát, így a 2011–2012-es Európa-liga 3. selejtezőkörében indult.
(B): Bajnokcsapat, (K): Kieső csapat, (F): Feljutó csapat, (I): Kupainduló, (R): A rájátszás győztese, (KGY): Kupagyőztes

## Eredmények
| Hazai \ Vendég1       | ARK | GKS | CRA | GÓR | JAG | KOR | LEC | LGD | LWA | PBY | PWA | RUC | ŚLA | WID | WIS | ZAG |
| Arka Gdynia           |     | 1–0 | 3–0 | 2–0 | 1–0 | 2–1 | 0–3 | 2–2 | 2–5 | 2–1 | 0–0 | 0–2 | 2–2 | 1–1 | 0–1 | 1–1 |
| GKS Bełchatów         | 1–1 |     | 1–0 | 1–1 | 0–0 | 1–0 | 1–0 | 1–0 | 2–0 | 2–0 | 3–2 | 3–2 | 0–1 | 1–0 | 1–1 | 0–2 |
| Cracovia Kraków       | 2–0 | 3–2 |     | 2–3 | 3–0 | 3–0 | 1–0 | 3–0 | 3–3 | 0–1 | 3–1 | 2–3 | 2–3 | 1–2 | 0–1 | 2–2 |
| Górnik Zabrze         | 2–2 | 1–0 | 1–0 |     | 0–1 | 2–1 | 2–0 | 0–0 | 1–1 | 1–1 | 0–2 | 1–0 | 3–1 | 4–0 | 1–0 | 5–1 |
| Jagiellonia Białystok | 1–0 | 3–1 | 4–2 | 2–0 |     | 4–0 | 2–0 | 1–2 | 0–0 | 3–0 | 1–0 | 2–1 | 1–1 | 1–3 | 2–1 | 2–0 |
| Korona Kielce         | 1–0 | 3–1 | 1–0 | 1–0 | 1–1 |     | 0–0 | 2–3 | 1–4 | 3–3 | 1–3 | 0–1 | 2–1 | 1–2 | 2–2 | 1–1 |
| Lech Poznań           | 0–0 | 0–0 | 5–0 | 2–0 | 2–0 | 4–0 |     | 2–0 | 1–0 | 1–0 | 2–2 | 1–0 | 2–2 | 1–0 | 4–1 | 0–1 |
| Lechia Gdańsk         | 1–0 | 0–0 | 1–0 | 5–1 | 1–2 | 0–1 | 2–1 |     | 2–1 | 2–0 | 0–0 | 0–0 | 2–0 | 3–1 | 0–3 | 1–2 |
| Legia Warszawa        | 3–0 | 0–2 | 2–1 | 2–1 | 2–0 | 3–1 | 2–1 | 0–3 |     | 4–0 | 1–0 | 2–3 | 1–2 | 1–0 | 2–0 | 2–2 |
| Polonia Bytom         | 2–0 | 1–1 | 1–2 | 1–2 | 3–2 | 0–1 | 1–2 | 1–1 | 0–1 |     | 0–2 | 1–0 | 0–0 | 2–2 | 2–2 | 2–0 |
| Polonia Warszawa      | 4–0 | 0–0 | 3–0 | 0–0 | 2–0 | 1–3 | 1–0 | 1–2 | 3–0 | 2–2 |     | 3–1 | 0–1 | 0–1 | 0–1 | 2–1 |
| Ruch Chorzów          | 0–0 | 2–1 | 1–0 | 3–0 | 0–0 | 0–1 | 1–0 | 0–0 | 1–0 | 0–2 | 0–3 |     | 1–2 | 1–1 | 2–0 | 2–2 |
| Śląsk Wrocław         | 5–0 | 4–2 | 0–0 | 4–0 | 0–0 | 0–1 | 1–2 | 2–1 | 0–1 | 0–0 | 2–2 | 2–1 |     | 2–2 | 2–0 | 3–1 |
| Widzew Łódź           | 0–0 | 1–1 | 2–2 | 4–0 | 4–1 | 3–1 | 1–1 | 1–0 | 0–1 | 3–1 | 0–0 | 0–0 | 5–2 |     | 0–1 | 2–1 |
| Wisła Kraków          | 1–0 | 3–1 | 1–0 | 0–2 | 2–0 | 2–2 | 1–0 | 5–2 | 4–0 | 2–1 | 0–2 | 3–1 | 0–0 | 2–0 |     | 1–0 |
| Zagłębie Lubin        | 1–0 | 1–1 | 0–0 | 1–2 | 0–2 | 1–1 | 1–0 | 3–1 | 2–1 | 2–0 | 1–0 | 0–0 | 0–1 | 1–0 | 0–3 |     |

Forrás: 90minut.pl (lengyelül) 
1A hazai csapatok a bal oldali oszlopban szerepelnek.
Színek: Zöld = hazai győzelem; Sárga = döntetlen; Piros = vendéggyőzelem.
 

## A góllövőlista élmezőnye
Forrás: 90minut.pl (lengyelül).
14 gólos
- Tomasz Frankowski (Jagiellonia Białystok)

12 gólos
- Andrzej Niedzielan (Korona Kielce)
- Abdou Razack Traoré (Lechia Gdańsk)

11 gólos
- Artjoms Rudņevs (Lech Poznań)

10 gólos
- Darvydas Šernas (Widzew Łódź)

9 gólos
- Andraž Kirm (Wisła Kraków)
- Miroslav Radović (Legia Warszawa)
- Artur Sobiech (Polonia Warszawa)

8 gólos
- Cristián Díaz (Śląsk Wrocław)
- Piotr Grzelczak (Widzew Łódź)
- Maciej Jankowski (Ruch Chorzów)
- Przemysław Kaźmierczak (Śląsk Wrocław)
- Tadas Labukas (Arka Gdynia)
- Dawid Nowak (GKS Bełchatów)

## Nemzetközikupa-szereplés

### Eredmények
| Csapat                | Kupa            | Forduló          | Ellenfél                 | 1. mérk. | 2. mérk. | Össz. |
| --------------------- | --------------- | ---------------- | ------------------------ | -------- | -------- | ----- |
| Lech Poznań           | Bajnokok Ligája | 2. selejtezőkör  | İnter Bakı               | 1–0      | 0–1      | 1–1   |
| Lech Poznań           | Bajnokok Ligája | 3. selejtezőkör  | Sparta Praha             | 0–1      | 0–1      | 0–2   |
| Lech Poznań           | Európa-liga     | Rájátszás        | Dnyipro Dnyipropetrovszk | 1–0      | 0–0      | 1–0   |
| Lech Poznań           | Európa-liga     | Csoportkör       | Juventus                 | 3–3      | 3–3      | 3–3   |
| Lech Poznań           | Európa-liga     | Csoportkör       | Red Bull Salzburg        | 2–0      | 2–0      | 2–0   |
| Lech Poznań           | Európa-liga     | Csoportkör       | Manchester City          | 1–3      | 1–3      | 1–3   |
| Lech Poznań           | Európa-liga     | Csoportkör       | Manchester City          | 3–1      | 3–1      | 3–1   |
| Lech Poznań           | Európa-liga     | Csoportkör       | Juventus                 | 1–1      | 1–1      | 1–1   |
| Lech Poznań           | Európa-liga     | Csoportkör       | Red Bull Salzburg        | 1–0      | 1–0      | 1–0   |
| Lech Poznań           | Európa-liga     | 16 közé jutásért | Sporting de Braga        | 1–0      | 0–2      | 1–2   |
| Jagiellonia Białystok | Európa-liga     | 3. selejtezőkör  | Árisz                    | 1–2      | 2–2      | 3–4   |
| Wisła Kraków          | Európa-liga     | 2. selejtezőkör  | FK Šiauliai              | 2–0      | 5–0      | 7–0   |
| Wisła Kraków          | Európa-liga     | 3. selejtezőkör  | Qarabağ                  | 0–1      | 2–3      | 2–4   |
| Ruch Chorzów          | Európa-liga     | 1. selejtezőkör  | Sahter Karagandi         | 2–1      | 1–0      | 3–1   |
| Ruch Chorzów          | Európa-liga     | 2. selejtezőkör  | Valletta FC              | 1–1      | 0–0      | 1–1   |
| Ruch Chorzów          | Európa-liga     | 3. selejtezőkör  | Austria Wien             | 1–3      | 0–3      | 1–6   |

Megjegyzés: Az eredmények minden esetben a lengyel labdarúgócsapatok szemszögéből értendőek, a dőlten írt mérkőzéseket pályaválasztóként játszották.

### UEFA-együttható
A nemzeti labdarúgó-bajnokságok UEFA-együtthatóját a lengyel csapatok Bajnokok Ligája-, és Európa-liga-eredményeiből számítják ki. Lengyelország a 2010–11-es bajnoki évben 4,500 pontot szerzett, ezzel a 18. helyen zárt.
| Csapat                | SGY | SD | SV | GY | D | V | Bónusz | Pont   | Átlag |
| --------------------- | --- | -- | -- | -- | - | - | ------ | ------ | ----- |
| Lech Poznań           | 2   | 1  | 3  | 4  | 2 | 2 | 0,000  | 12,500 |       |
| Jagiellonia Białystok | 0   | 1  | 1  | 0  | 0 | 0 | 0,000  | 0,500  |       |
| Wisła Kraków          | 2   | 0  | 2  | 0  | 0 | 0 | 0,000  | 2,000  |       |
| Ruch Chorzów          | 2   | 2  | 2  | 0  | 0 | 0 | 0,000  | 3,000  |       |
| Összesen              | 6   | 4  | 8  | 4  | 2 | 2 | 0,000  | 18,000 | 4,500 |

## Külső hivatkozások
- Hivatalos oldal (lengyelül)
- Eredmények és tabella a 90minut.pl-en (lengyelül)
- Eredmények és tabella az rsssf.com-on (angolul)
- Eredmények és tabella a Soccerwayen (angolul)